# Château de L'Isle
El Château de L'Isle es un castillo ubicado en el cantón de Vaud, Suiza .

## Historia
El señorío de L'Isle perteneció sucesivamente a los Cossonay y luego a los Saboya antes de pasar a manos de varias familias locales, entre ellas, en 1614, Esaïe de Chandieu, quien lo transmitió por herencia a Charles de Chandieu, teniente general de los ejércitos de Luis XIV. Este último se había casado en 1685 con Catalina de Gaudichier quien, según una leyenda local, se habría llevado una gran decepción al descubrir el modesto castillo de la época, un sencillo edificio principal flanqueado por dos torres redondas. Habría persuadido a su marido para que demoliera el edificio y reconstruyera uno nuevo, lo que en realidad fue realizado entre 1694 y 1699 por Antoine Favre, sobre planos elaborados por Jules Hardouin-Mansart.
El Château de L'Isle permaneció en posesión de la familia Chandieu hasta finales del siglo XVIII, luego pasó en 1810 a François-Louis Roulet de Neuchâtel quien lo transmitió, por matrimonio, a la familia Cornaz, de Montet-Cudrefin.
Propiedad del municipio desde el 20 de enero de 1877, el edificio alberga una escuela desde 1878 así como la administración municipal.
Hoy en día, está catalogado como bien cultural suizo de importancia nacional.
El 13 de juillet de 1996 François Reymondin organizó una fiesta por su tricentenario. Asistieron unas 600 personas, muchas de ellas vestidas con trajes de época.

## Descripción
Tiene planta en forma de U, con el edificio principal y dos alas en ángulo recto que delimitan un patio principal. El cuerpo central alberga los antiguos salones y apartamentos señoriales, y las alas los servicios y dependencias secundarias.
Es de arquitectura elegante y sobria, con su jardín afrancesado adornado con varios estanques alimentados por el Venoge, contribuye a introducir el clasicismo francés en nuestra región, de la que es uno de los primeros ejemplos en la Suiza francófona.